# Vietnam addio
Vietnam addio (Tour of Duty) è una serie televisiva statunitense in 58 episodi trasmessi per la prima volta nel corso di 3 stagioni dal 1987 al 1990.
È una serie di guerra incentrata sulle vicende di un plotone di fanteria americano durante la guerra del Vietnam. È stata la prima serie televisiva a rappresentare militari statunitensi in combattimento in Vietnam; fu prodotta sulla scia del celebre film di Oliver Stone, Platoon. La serie ha vinto un premio Emmy nel 1988 nella categoria Outstanding Sound Mixing for a Drama Series ed ottenne due nomination nel 1989 e 1990. Vietnam addio si rivelò una produzione innovativa in quanto affronta nel corso degli episodi, oltre al tema drammatico come la guerra, anche temi quali la politica, la fede, il razzismo, i suicidi, il fragging, il terrorismo, le conseguenze del conflitto sui civili, l'abuso di droghe. 

## Trama
La storia si concentra principalmente sul secondo plotone della compagnia Bravo sotto il comando del tenente Myron Goldman e del sergente maggiore Zeke Anderson. La prima stagione si apre nel 1967 e segue un plotone di fanteria leggera. Nella seconda stagione, le truppe vengono trasferite in una base vicino a Saigon per le missioni nel contesto della tattica search and destroy. Nella seconda stagione vengono introdotti anche personaggi femminili tra cui la reporter Alex Devlin, che inizia un rapporto sentimentale con il tenente Myron Goldman, e la psichiatra Jennifer Seymour. Nella terza stagione, il plotone viene trasferito in un'unità MACV-SOG sotto il comando del colonnello Brewster, interpretato da Carl Weathers, che conduce operazioni segrete in Vietnam e in Cambogia, e la serie si conclude con la versione fiction dell'operazione Ivory Coast.

## Personaggi e interpreti
- Sergente Clayton 'Zeke' Anderson (58 episodi, 1987-1990), interpretato da Terence Knox.
- Tenente Myron Goldman (58 episodi, 1987-1990), interpretato da Stephen Caffrey.
- Caporale Daniel 'Danny' Percell (57 episodi, 1987-1990), interpretato da Tony Becker.
- Soldato Marcus Taylor (56 episodi, 1987-1990), interpretato da Miguel A. Núñez Jr..
- Soldato Alberto Ruiz (55 episodi, 1987-1990), interpretato da Ramón Franco.
- Specialist Marvin Johnson (44 episodi, 1987-1989), interpretato da Stan Foster.
- Tenente John McKay (32 episodi, 1989-1990), interpretato da Dan Gauthier.
- Soldato Scott Baker (22 episodi, 1987-1989), interpretato da Eric Bruskotter.
- Soldato Roger Horn (21 episodi, 1987-1988), interpretato da Joshua D. Maurer.
- Alex Devlin (18 episodi, 1989-1990), interpretato da Kim Delaney.
- Soldato Francis 'Doc Hoc' Hockenbury (18 episodi, 1989-1990), interpretato da John Dye.
- Soldato Randy 'Doc' Matsuda (15 episodi, 1987-1988), interpretato da Steve Akahoshi.
- Capitano Rusty Wallace (12 episodi, 1987-1988), interpretato da Kevin Conroy.
- Colonnello Brewster (9 episodi, 1989-1990), interpretato da Carl Weathers.
- Maggiore Duncan (8 episodi, 1989-1990), interpretato da Michael B. Christy.
- Soldato William Griner (8 episodi, 1990), interpretato da Kyle Chandler.
- Dottoressa Jennifer Seymour (7 episodi, 1989), interpretato da Betsy Brantley.
- Maggiore Darling (7 episodi, 1989), interpretato da Richard Brestoff.
- Soldato Seaver (6 episodi, 1990), interpretato da Robert M. Bouffard.
- Master sergeant Hannegan (5 episodi, 1989-1990), interpretato da Charles Hyman.
- Colonnello Stringer (5 episodi, 1989-1990), interpretato da Alan Scarfe.
- Generale di brigata Elliot (5 episodi, 1989-1990), interpretato da Peter Vogt.
- 'Pop' Scarlet (5 episodi, 1990), interpretato da Lee Majors.
- Tenente Colonnello Dalby (4 episodi, 1988), interpretato da Bruce Gray.
- Tenente Beller (4 episodi, 1989-1990), interpretato da Greg Germann.
- Chieu (4 episodi, 1989-1990), interpretato da Joseph Hieu.
- 'Duke' Fontaine (4 episodi, 1989-1990), interpretato da Patrick Kilpatrick.
- Sorella Bernadette (4 episodi, 1989-1990), interpretato da Maria Mayenzet.
- Li An Brewster (4 episodi, 1989), interpretato da Marilyn Tokuda.

### Guest star
Tra le guest star: Dean Hamilton, George Marhsall Ruge, Dung Tan Nguyen, Lar Park-Lincoln, Colin Fong, Peter Vogt, Janis Forgetta, Roland Nip, Shawn Levy, Maria Mayenzet, Anthony T. Mason, Peter McKernan, Winston Omega, Andy Dupree, Kamala Lopez Dawson, Peter Wise, Jon Gries, John D. LeMay, Mako, Tia Carrere, William Russ, Ken Smolka, Cameron Bancroft, Leo Garcia, Ken Hebert, Aki Aleong, Matt Crane, Russell Coyne, Tamlyn Tomita, Ramsay Midwood, Scott Lawrence.

## Produzione
La serie, ideata da Steve Duncan e L.Travis Clark, fu prodotta da Braun Entertainment Group e New World Television. Le musiche furono composte da Joseph Conlan.
La prima stagione fu girata alle Hawaii, a Schofield Barracks. La seconda e la terza stagione furono girate nei pressi di Los Angeles, in California, al fine di ridurre i costi, in un complesso studio televisivo che riproduceva Saigon. Diverse riprese furono effettuate nel set storico di M*A*S*H. 
Nella terza stagione, la CBS trasferì la serie al sabato sera, in competizione con le serie della NBC Cuori senza età e Il cane di papà, e il responso del pubblico subì un drammatico calo provocando la cancellazione della serie alla fine della stagione.
La sigla di apertura era una versione abbreviata del brano dei Rolling Stones Paint It Black che aveva già caratterizzato i titoli finali del film del 1987 Full Metal Jacket. La colonna sonora comprende inoltre vari classici rock statunitensi tra cui brani dei Creedence Clearwater Revival, Jimi Hendrix e Jefferson Airplane.

### Registi
Tra i registi sono accreditati:
- Bill L. Norton in 10 episodi (1987-1989)
- Jim Johnston in 9 episodi (1987-1990)
- Stephen L. Posey in 8 episodi (1988-1990)
- Bradford May in 4 episodi (1989-1990)
- Randy Roberts in 3 episodi (1987-1989)
- Charles Correll in 3 episodi (1988-1989)
- George Kaczender in 3 episodi (1989-1990)
- Edwin Sherin in 3 episodi (1989)
- Aaron Lipstadt in 2 episodi (1987)
- Reynaldo Villalobos in 2 episodi (1987)
- James A. Contner in 2 episodi (1989-1990)
- Helaine Head in 2 episodi (1989)

### Sceneggiatori
Tra gli sceneggiatori sono accreditati:
- L. Travis Clark in 58 episodi (1987-1990)
- Steve Duncan in 58 episodi (1987-1990)
- Rick Husky in 4 episodi (1987-1989)
- Steven Smith in 4 episodi (1987-1988)
- Robert Bielak in 4 episodi (1989-1990)
- Bill L. Norton in 3 episodi (1987)
- Bruce Reisman in 3 episodi (1988-1989)
- Robert Burns Clark in 3 episodi (1988)
- Steve Bello in 2 episodi (1987-1988)
- David Wyles in 2 episodi (1987-1988)

## Distribuzione
La serie fu trasmessa negli Stati Uniti dal 24 settembre 1987 al 28 aprile 1990 sulla rete televisiva CBS. In Italia è stata trasmessa su Italia 1 con il titolo Vietnam addio.
Alcune delle uscite internazionali sono state:
- negli Stati Uniti il 24 settembre 1987 (Tour of Duty)
- in Francia il 16 ottobre 1988 (Commando Viêt-nam o L'enfer du devoir)
- in Svezia il 24 ottobre 1988
- in Spagna (Camino al infierno o Nam: El regreso)
- in Germania Ovest (Nam - Dienst in Vietnam)
- in Argentina (Nam, primer pelotón)
- in Venezuela (Pelotón del deber)
- in Svezia (Pluton B i Vietnam)
- in Italia (Vietnam addio)

## Episodi
| Stagione         | Episodi | Prima TV USA | Prima TV Italia |
| ---------------- | ------- | ------------ | --------------- |
| Prima stagione   | 21      | 1987-1988    |                 |
| Seconda stagione | 16      | 1989         |                 |
| Terza stagione   | 21      | 1989-1990    |                 |